# Prithviraj Kapoor
Prithviraj Kapoor (Samundri, 3 de noviembre de 1906 - Bombay, 29 de mayo de 1972) fue un actor indio que participó en producciones para cine y teatro. Comenzó su carrera como actor en la era del cine mudo hindi, asociado a la Asociación India de Teatro Popular como uno de sus miembros fundadores. En 1944 creó el Teatro Prithvi, una compañía teatral itinerante con sede en Bombay, y es reconocido por haber sido el patriarca de la reconocida familia Kapoor, cuyos miembros han desempeñado papeles activos en la industria cinematográfica hindi con dos generaciones todavía activas en Bollywood. El Gobierno de la India le otorgó el Padma Bhushan —el tercer reconocimiento civil más alto en el país asiático— en 1969 y el Premio Dadasaheb Phalke —el galardón cinematográfico más importante otorgado por el gobierno— en 1971 por sus contribuciones al cine indio.

## Biografía

### Carrera
Kapoor comenzó su carrera como actor en los teatros de Lyallpur y Peshawar. En 1928 se trasladó a Bombay con el apoyo económico de una tía y se vinculó profesionalmente a la Compañía de Películas Imperial, comenzando a actuar en papeles menores en películas. Ese mismo año hizo su debut como extra en su primera producción cinematográfica, Be Dhari Talwar. Luego obtuvo el papel principal en su tercera película, titulada Cinema Girl, que se estrenó en 1929.
Después de haber participado en nueve películas mudas, incluyendo Be Dhari Talwar, Cinema Girl, Sher-e-Arab y Prince Vijaykumar, Kapoor realizó un papel secundario en la primera película sonora de la India, Alam Ara (1931), bajo la dirección del cineasta Ardeshir Irani. Su actuación en Vidyapati (1937) fue muy apreciada por la crítica y la audiencia, pero su desempeño en el papel del rey de Macedonia, Alejandro Magno en Sikandar (1941) de Sohrab Modi le valió reconocimiento internacional. También se unió al Teatro Grant Anderson, una compañía teatral inglesa que permaneció en Bombay durante un año. A lo largo de la década de 1950, Kapoor permaneció dedicado al teatro y actuó en el escenario con regularidad. Desarrolló una reputación de actor muy fino y versátil tanto en las tablas como en la pantalla grande.
Su filmografía en las siguientes dos décadas incluye producciones como Mughal E Azam (1960), donde encarnó al emperador mogol Akbar, Harishchandra Taramati (1963), en la que interpretó el papel principal, Sikandar-e-Azam (1965), en la que dio vida al rey Poros y Kal Aaj Aur Kal (1971), en la que apareció con su hijo Raj Kapoor y su nieto Randhir Kapoor. En 1969 protagonizó la reconocida película religiosa punyabí Nanak Nam Jahaz Hai (1969), una producción comercialmente exitosa en la región del Punyab. También protagonizó las películas punyabíes Nanak Dukhiya Sub Sansar (1970) y Mele Mittran De (1972) y actuó en el filme canarés Sakshatkara (1971), dirigido por el cineasta Puttanna Kanagal.

### Últimos años, fallecimiento y legado
Después de su retiro, Prithviraj se estableció en una casa de campo llamada Prithvi Jhonpra cerca de la playa de Juhu. La propiedad, que se encontraba en alquiler, fue comprada por su hijo Shashi Kapoor, y más tarde se convirtió en el pequeño teatro experimental Prithvi. Tanto Prithviraj como su esposa Ramsarni Mehra desarrollaron cáncer y murieron con quince días de diferencia. Prithviraj murió el 29 de mayo de 1972.
Fue galardonado póstumamente con el Dadasaheb Phalke, el premio más importante del cine indio entregado por el gobierno de ese país, convirtiéndose en el tercer receptor del galardón después de Devika Rani y Birendranath Sircar en 1969 y 1970 respectivamente. Con motivo de la celebración de los cien años del cine indio, el 3 de mayo de 2013 el Departamento Postal de la India lanzó un sello postal con su imagen.

## Filmografía seleccionada
- Do Dhari Talwar (1928)
- Cinema Girl (1929)
- Alam Ara (1931)
- Draupadi (1931)
- Rajrani Meera (1933)
- Daku Mansoor (1934)
- Seeta (1934)
- Manzil (1936)
- Milap (1937)
- President (1937)
- Vidyapati (1937)
- Dushman (1939)
- Chingari (1940)
- Sajani (1940)
- Raj Nartaki (1941)
- Sikandar (1941)
- Ishara (1943)
- Maharathi Karna (1944)
- Dahej (1950)
- Awaara (1951)
- Anand Math (1952)
- Chhatrapati Shivaji (1953)
- Pardesi (1957)
- Mughal-e-Azam (1960)
- Harishchandra Taramati (1963)
- Rustom Sohrab (1963)
- Pyaar Kiya To Darna Kya (1963)
- Gazal (1964)
- Jahan Ara (1964)
- Zindagi (1964)
- Janwar (1965)
- Sikandar-e-Azam (1965)
- Khakaan (1965)
- Daku Mangal Singh (1966)
- Lal Bangla (1966)
- Yeh Raat Phir Na Aayegi (1966)
- Teen Bahuraniyan (1968)
- Nanak Naam Jahaz Hai (1969)
- Nanak Dukhiya Sub Sansar (1970)
- Heer Raanjha (1970)
- Sakshatkara (1971)
- Kal Aaj Aur Kal (1971)